# L'Hôtel en folie
Pour les articles homonymes, voir Towers.
L'Hôtel en folie (Fawlty Towers) est une série télévisée britannique en 12 épisodes de 30 minutes, de type sitcom, créée par John Cleese et Connie Booth et diffusée entre le 19 septembre 1975 et le 25 octobre 1979 sur BBC Two.
En France, la série a été diffusée à partir du 19 mai 1985 sur Canal+. Rediffusion en version originale sous-titrée dans les années 1990 dans l'émission Continentales d'été sur FR3. Rediffusion du 1er au 14 décembre 1992 sur Arte. Puis sur le câble du 9 au 25 octobre 2000 sur Canal Jimmy et à partir du 2 janvier 2006 sur TMC. Depuis début 2008, la série est diffusée sur France 4. A l'été 2017 c'est au tour d'Arte de diffuser la série. 
En février 2023, Variety annonce que la série pourrait revoir le jour. John Cleese serait toujours aux commandes et donnerait la réplique à sa fille Camilla Cleese. 

## Synopsis
Créée par John Cleese, l'un des membres de la célèbre troupe des Monty Python, cette série met en scène Basil Fawlty, propriétaire irascible d'un hôtel à Torquay (Royaume-Uni), dominé par son épouse Sybil qui passe son temps au téléphone. Ils sont assistés de Polly, l'indispensable et très sensée femme de chambre, et de Manuel, l'homme à tout faire mexicain (espagnol dans la version originale), souffre-douleur de Basil.
Basil Fawlty souhaiterait beaucoup que son hôtel soit fréquenté par une clientèle huppée. Sans succès car il passe le plus clair de son temps à insulter les clients. Les trois clients principaux sont deux femmes âgées célibataires, Miss Tibbs et Miss Gatsby, et Gowan, un ancien soldat avec le titre de Major (l'équivalent anglais de Commandant).

## Distribution
- John Cleese : Basil Fawlty
- Prunella Scales : Sybil Fawlty
- Connie Booth : Polly Sherman
- Andrew Sachs (VF : Serge Lhorca) : Manuel
- Ballard Berkeley : Major Gowen
- Gilly Flower : Miss Tibbs
- Renee Roberts : Miss Gatsby

## Récompenses
- British Academy of Film and Television Arts Award 1976 : Meilleure comédie
- British Academy of Film and Television Arts Award 1980 : Meilleure comédie
- British Academy of Film and Television Arts Award 1980 : Meilleur acteur pour John Cleese
- Meilleur programme de la télévision britannique du XXe siècle selon le British Film Institute

## Épisodes

### Première saison (1975)
1. Un peu de classe (A Touch of Class)
2. L'Entrepreneur (The Builders)
3. Le Mariage (The Wedding Party)
4. Les Inspecteurs d'hôtel (The Hotel Inspectors)
5. La Nuit des gastronomes (Gourmet Night)
6. Les Allemands (The Germans)

### Deuxième saison (1979)
1. Problèmes de communication (Communication Problems)
2. Le Psychiatre (The Psychiatrist)
3. La Salade Waldorf (Waldorf Salad)
4. Le Hareng salé et le Cadavre (The Kipper and the Corpse)
5. L'Anniversaire de mariage (The Anniversary)
6. Basil le rat (Basil the Rat)

## Commentaires
En 1970, les Monty Python séjournèrent au Gleneagles Hotel à Torquay, pour les besoins d'un tournage. Le propriétaire de l'hôtel, Donald Sinclair, était caractériel et toute l'équipe eut à subir son comportement grossier. 
Terry Gilliam, membre américain de la troupe, se vit asséner un « Nous ne mangeons pas ainsi dans ce pays ! » car il utilisait sa fourchette, dans la main gauche, et son couteau, dans la main droite, pour couper ses aliments puis faisait passer la fourchette dans la main droite pour manger, à la manière américaine. 
Eric Idle, autre membre de la troupe, eut la désagréable surprise de retrouver un bagage à l'extérieur de l'hôtel car Sinclair pensait qu'il contenait une bombe.
Finalement, les Monty Python, fatigués d'avoir à subir les caprices de Sinclair, quittèrent l'hôtel à l'exception de John Cleese, qui était fasciné par un tel comportement. Il invita même son épouse, Connie Booth, à séjourner avec lui et tous deux observèrent Sinclair. 
Ce n'est que trois ans plus tard, après avoir quitté les Monty Python, que John Cleese proposa le scénario de l'Hôtel en folie à Jimmy Gilbert, producteur à la BBC.
Série culte dans les pays anglo-saxons, l'Hôtel en folie a apporté à la ville de Torquay une certaine renommée. Aujourd'hui encore, des circuits organisés conduisent les touristes devant le Gleneagles Hotel, bien que Donald Sinclair ait quitté Torquay pour la Floride à la fin des années 1970, ne supportant plus les railleries dont il faisait l'objet.